# Primer teorema de Shannon
El teorema de codificació de fonts, primer teorema de Shannon, o menys utilitzada, teorema de la codificació sense soroll) és un teorema enunciat per Claude Shannon el 1948, que estableix el límit teòric per a la compressió d'una font de dades (origen).
El raonament de Shannon es basa en vectors {\displaystyle n} i una font fixa (després de variables independents i idènticament distribuïdes). El teorema demostra que quan {\displaystyle n\to +\infty }, la longitud mitjana del codi va a l'entropia.
Per als codis amb els símbols, el teorema simplifica a {\displaystyle H(X)\leq L<H(X)+1}.